# 麥德莊
麥德莊 KC （1963/1964年—），加拿大政治人物，1994年至2024年間擔任卑詩省議會議員，先後代表馬茲奎選區（1994年-2001年）、亞博斯福—雷曼山選區（2001年-2009年）和亞博斯福西選區（2009年-2024年）。他是卑詩聯合黨黨員（前稱卑詩自由黨），曾於該黨執政期間在省長金寶爾和簡蕙芝內閣中擔任林木、律政、衛生及財政廳長等職務，並曾於2011年和2018年競選卑詩自由黨黨魁。

## 背景
麥德莊父母來自荷蘭，二戰該國獲加拿大軍人解放後兩人遷居加國。麥德莊八歲時與家人遷居卑詩省菲沙河谷馬茲奎（Matsqui；現為亞博斯福一部分），一家在當地務農。他於亞博斯福最後一間單房小學就讀，青年時期在農場打工。他從渥太華的卡爾頓大學取得文學士學位，後到亞伯達大學修讀法律，1988年畢業。他其後返回馬茲奎執業，26歲時當選亞博斯福34號校區教育委員，當時為加拿大最年輕的教育委員之一。

## 省政生涯

### 反對黨（1994年-2001年）
麥德莊於1994年獲卑詩自由黨黨魁金寶爾招攬，代表該黨於同年競逐省議會馬茲奎選區議席補選；該議席在過去42年一直由卑詩社會信用黨黨員代表。麥德莊最後以42票之差險勝新任社會信用黨黨魁麥卡錫（Grace McCarthy），首度出任該區省議員，並於1996年省選連任。他在自由黨在野期間曾任官方反對黨原住民事務評議員。

### 金寶爾內閣
2001年省選，麥德莊在從馬茲奎選區解散重組而成的亞博斯福—雷曼山選區連任省議員。自由黨贏取該屆省選上台執政，麥德莊獲省長金寶爾任命為林木廳長。他於2005年省選連任後調任勞工及公民服務廳長，2006年8月則改任原住民關係及和解廳長。
他於2009年省選在新設的亞博斯福西選區連任，後於金寶爾內閣中調任律政廳長。公共安全及法務廳長因涉嫌競選違規行為而受調查期間，麥德莊於2010年兩度代任該職。
自由黨省政府於同期引入合併銷售税後民望急跌，金寶爾遂於2010年11月初宣布下台。麥德莊於同年12月1日宣布競逐卑詩自由黨黨魁職務，並辭任律政廳長。他於競選期間建議將卑詩省投票年齡下限降低至16歲。自由黨黨魁選舉於2011年2月26日舉行，麥德莊在首輪投票得票最低而淘汰出局，不敵卜佐治、馮宜幹和最終當選的簡蕙芝。

### 簡蕙芝內閣
簡蕙芝於2011年3月就任省長後，委派麥德莊出任衛生廳長。他於2012年9月改任財政廳長，2013年3月至6月間兼任專責多元文化廳長，同年省選連任後留任財長。他任職財長期間，從2013年至2017年連續五年公布平衡預算。
麥德莊於2017年5月9日舉行的省選中連任省議員，然而自由黨只贏取省議會87個議席中的43席，無法繼續以多數政府姿態執政。在此懸峙議會局面下，簡蕙芝於同年6月組閣，麥德莊留任財長。持有41席的新民主黨與持有3席的綠黨達成合作協議，並於同年6月29日在省議會向自由黨政府提出不信任動議。動議以44-42票通過，自由黨遂失去執政權，麥德莊的廳長任期亦隨著新民主黨少數政府於同年7月就任而終結。

### 反對黨（2017年-2024年）
2017年9月26日，麥德莊再次宣布競選自由黨黨魁，接替請辭的簡蕙芝。他競選期間聚焦於教育議題，提出將全日幼稚園學童入讀年齡降低至四歲，以及由省府每年向每名學童的註冊教育儲蓄計畫提供500元。他於2018年1月公布與對手韋勤信達成協議，各自鼓勵支持者在選票上將對方列為第二人選。在2018年2月3日舉行的黨魁選舉中，麥德莊在第二輪投票得票最低出局，但韋勤信則受惠於上述協議而最終當選。
2020年省選，麥德莊再度連任省議員，在省議會中出任影子律政廳長。他於2024年2月表示不會在同年省選中競逐連任省議員，但考慮尋求下屆聯邦大選的加拿大保守黨候選人資格，同年省議員任期屆滿時卸任。

## 聯邦政治
2024年4月17日，麥德莊宣佈尋求亞布斯佛—南蘭里選區的聯邦保守黨候選人提名。2025年3月4日，他表示雖獲該區的候選人甄選委員會一致支持，但仍被保守黨以其「不合資格」為由而否決提名；他於同月末宣布以獨立身份競逐該議席。2025年4月聯邦大選，麥德莊在亞布斯佛—南蘭里選區得票第三高而告落選。

## 外部連結
- （英文）卑詩省議會網站 麥德莊議員簡介 （页面存档备份，存于）